# Гледишта
Гледишта су часопис за књижевност, уметност и друштвена питања. Часопис је излазио у Нишу, првобитно у периоду од 1953. до 1964. године, а након обнове, од 2023. године до данас, као онлајн часопис.

## Историјат
Гледишта су излазила у Нишу од 1953. до 1964. године. Први број изашао је 1. октобра 1953. године, а издавач је било тадашње  Удружење књижевника Ниша. Због финансијских потешкоћа часопис је излазио нередовно до 1964. године.
Поред многих младих и неафирмисаних аутора, као сарадници били су присутни: Станислав Винавер, Синиша Пауновић, Милош Ђорић, Жарко Ђуровић, Бранко Миљковић, Вук Филиповић и други. У часопису је објавило прилоге више од пет стотина сарадника, највише из Ниша и Србије, али и читаве тадашње Југославије.
Доминирали су књижевни текстови (поезија, приповетке, романи, есеји, критике), а биле су заступљене и расправе из других области науке, пре свега социологије, филозофије, те уметности у најширем смислу. У часопису су били заступљени и ликовни прилози аутора као што су Чедомир Крстић, Брана Павловић, Душан Мишковић, Сима Чемерикић и други, а формат и обим часописа су мењани у неколико наврата.
Упркос свим успонима и падовима, променама уредника и редакција, недоследној уређивачкој концепцији, био је то први значајан књижевни и културни часопис након Другог светског рата у Нишу, као и аутентична претходница обнављања часописа Градина 1966. године.

## Обнављање часописа
Модерно доба часописа Гледишта започиње на седамдесету годишњицу од оснивања и изласка првог броја, 1. октобра 2023. године, кад је објављен есеј проф. др Драгане Машовић: „О једном песничком скоку”. 
За часопис Гледишта данас пишу Радоман Кањевац, Жељко Митић, Огњен Авлијаш, Ђорђе Матић, Енес Халиловић, Горан Станковић, Данијела Костадиновић и други. 

## Главни и одговорни уредници
- Велизар З. Пешић (1953—1956)
- Љубисав Љуба Станојевић (1956—1961)
- Никола Мељаницки (1961—1964)

Након обнављања рада часописа 
- Далибор Поповић Поп (2023)